# Raczkowo
Raczkowo – wieś w Polsce położona w województwie wielkopolskim, w powiecie wągrowieckim, w gminie Skoki.
We wsi znajduje się kościół drewniany pod wezwaniem Wszystkich Świętych z lat 1780–1782, wzniesiony na miejscu średniowiecznego.
W latach 1975–1998 miejscowość administracyjnie należała do województwa poznańskiego.